# Jean Solinhac
Jean Solinhac, né le 24 mars 1914 à Espalion (Aveyron), mort le 18 avril 1981 à Sainte-Eulalie-d'Olt, est un homme politique français.

## Biographie
En 1945, il devient maire d'Espalion. Il le restera jusqu'en 1977. Il a été également conseiller général du canton d'Espalion et député.
Il était docteur en médecine et en pharmacie. L'hôpital d'Espalion porte son nom.

## La «loi Solinhac»
Il est à l'origine de la loi n°48-1289 du 18 août 1948 dite Solinhac relative au remboursement par la sécurité sociale des spécialités pharmaceutiques.

## Député
- Première Assemblée nationale constituante, du 21 octobre 1945 au 10 juin 1946, Mouvement républicain populaire
- Deuxième Assemblée nationale constituante, du 2 juin 1946 au 27 novembre 1946, MRP
- Première législature (novembre 1946-juin 1951), du 10 novembre 1946 au 4 juillet 1951, MRP
- Deuxième législature (juin 1951-décembre 1955), du 17 juin 1951 au 1er décembre 1955, MRP[5]